# Dolinka (Qaraghandy)
Dolinka (kyrillische Schreibweise: Долинка) ist eine Siedlung im Gebiet Qaraghandy, Kasachstan. Die Siedlung ist verwaltungstechnisch der Stadt Schachtinsk unterstellt.
Der Ort mit 5350 Einwohnern befindet sich 30 km südwestlich der Gebietshauptstadt.

## Geschichte
Die Siedlung wurde am 19. Februar 1909 als ein Dorf gegründet.
Dolinka war von 1930 bis 1959 das Verwaltungszentrum des Zwangsarbeitslagers Karlag.

## Infrastruktur
Dolinka besitzt zwei allgemeinbildende Schulen (Nr. 4 und Nr. 8). Im Ort verkehren drei Buslinien Nr. 5, 205 und 215. Es gibt zwei Bibliotheken und ein Museum zum Gedenken an die Opfer politischer Repressionen. 22,9 % der Haushalte sind an das Telefonnetz angeschlossen.
Postleitzahl: 101604.